# Fourniture
Con fourniture ci si riferisce a un particolare registro dell'organo.

## Struttura
Nell'organaria francese la fourniture, insieme alla cymbale, è l'elemento essenziale del cosiddetto Plein Jeu, ossia del ripieno. Si tratta di un registro di mutazione composta molto antico, risalente all'epoca dei blockwerk medioevali, costituito da file di canne intonate ottave e quinte sopra la nota reale.
Secondo William Leslie Sumner, le prime fourniture contenevano anche dodicesime. Aristide Cavaillé-Coll, nel corso del XIX secolo, incluse anche terze.